# Larissa Araújo
Larissa Fais Munhoz Araújo (* 1. Juli 1992 in Curitiba, Brasilien) ist eine brasilianische Handballspielerin, die dem Kader der brasilianischen Nationalmannschaft angehört.

## Karriere

### Im Verein
Araújo spielte bis zum Jahr 2012 für Unipar/Cianorte, eine Mannschaft der Universidade Paranaense. Ab dem Jahresbeginn 2013 lief die Außenspielerin für den dänischen Zweitligisten Vendsyssel Håndbold auf, für den sie anderthalb Jahre aktiv war. Nachdem Araújo im Jahr 2014 mit der brasilianischen Studentenauswahl die Studentenweltmeisterschaft gewonnen hatte, kehrte sie nach Umuarama zurück, um erneut für die Universidade Paranaense aufzulaufen. Kurz nach ihrer Rückkehr gewann sie die Jogos Abertos do Paraná. Nachdem Araújo in Caxias do Sul gespielt hatte, schloss sie sich Anfang 2015 AAU Concórdia an.

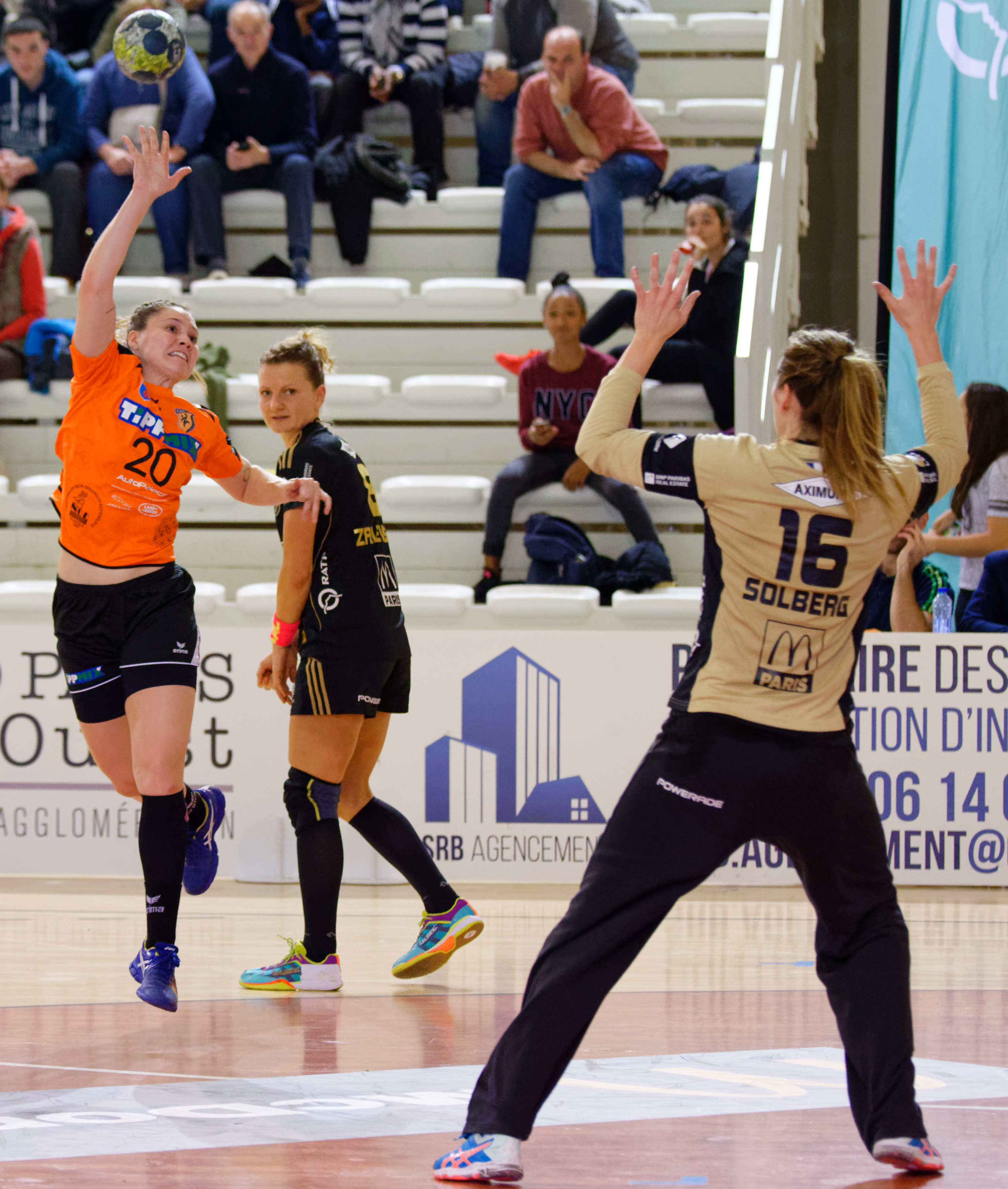
Larissa Araújo schließt per Heber ab

Im Sommer 2016 unterschrieb Araújo einen Zweijahresvertrag beim ungarischen Erstligisten Érd NK. In der Saison 2016/17 erzielte sie 44 Treffer in 25 Erstligaspielen. Nach einem Jahr verließ Araújo vorzeitig Érd NK und wechselte zum rumänischen Erstligisten CS Măgura Cisnădie. Nachdem Araújo zwei Jahre später zum Ligakonkurrenten Universitatea Cluj gewechselt war, schloss sie sich im Jahr 2020 CS Minaur Baia Mare an. Eine Saison später wechselte sie erneut innerhalb der rumänischen Liga zum HC Dunărea Brăila. Seit der Spielzeit 2024/25 steht sie beim Ligakonkurrenten CSM Corona Brașov unter Vertrag.

### In der Nationalmannschaft
Araújo nahm mit der brasilianischen Jugendnationalmannschaft an der U-18-Weltmeisterschaft 2010 teil, mit der sie den 13. Platz belegte. Nur wenige Wochen später gewann sie die Bronzemedaille bei den Olympischen Jugend-Sommerspielen 2010 in Singapur. Ihr erster Turniergewinn gelang ihr im Jahr 2015, als sie mit der brasilianischen A-Nationalmannschaft die Panamerikameisterschaft gewann. Im selben Jahr gehörte sie dem brasilianischen WM-Kader an. Brasilien, die als Titelverteidiger antraten, schlossen die Weltmeisterschaft auf Platz 10 ab.
Erst Ende 2018 nahm Araújo wieder mit der brasilianischen Auswahl an einem Turnier teil. Dabei gewann sie die Goldmedaille bei der Süd- und mittelamerikanischen Handballmeisterschaft. Es folgte die Teilnahme an den Panamerikanischen Spielen 2019 in Lima, die Brasilien ebenfalls gewann. 2019 nahm sie ein weiteres Mal an der Weltmeisterschaft teil, bei der Brasilien den 17. Platz belegte.
Araújo nahm im Jahr 2021 mit der brasilianischen Auswahl an drei Turnieren teil. Im Sommer lief sie bei den Olympischen Spielen in Tokio auf, die Brasilien auf dem vorletzten Platz abschloss. Im Turnierverlauf erzielte sie 12 Treffer. Im Oktober verteidigte sie erfolgreich den Titel bei der Süd- und mittelamerikanischen Handballmeisterschaft. Hierdurch war die Mannschaft für die am Jahresende stattfindende Weltmeisterschaft qualifiziert. Bei der WM belegte Araújo, die 13 Tore im Turnierverlauf warf, mit ihrer Mannschaft den sechsten Platz. 2023 gewann sie eine weitere Goldmedaille bei den Panamerikanischen Spielen. Bei der Weltmeisterschaft 2023, in deren Verlauf sie 15 Treffer erzielte, belegte sie mit Brasilien den neunten Platz. Im darauffolgenden Jahr nahm sie an den Olympischen Spielen in Paris teil.